# Exomiocarpon
Exomiocarpon es un género monotípico de plantas fanerógamas de la familia de las asteráceas. Su única especie, Exomiocarpon madagascariense, es originaria de Madagascar, donde se encuentra en las provincias de Antananarivo, Mahajanga y Toliara.

## Taxonomía
Exomiocarpon madagascariense fue descrita por (Humbert) Lawalrée y publicado en Bulletin du Jardin Botanique de l'État 17(1): 63. 1943.
Sinonimia
- Eleutheranthera madagascariensis Humbert basónimo[3]